# Aegoprepes antennator
Aegoprepes antennator là một loài bọ cánh cứng trong họ Cerambycidae.